# برج ترینیتی
برج ترینیتی (به لاتین: Trinity Tower) یک ساختمان در اندونزی است که در جاکارتا واقع شده‌است.